# Cueva de Morín
La cueva de Morín o cueva del Rey se encuentra en el municipio español de Villaescusa (Cantabria). Se han hallado yacimientos arqueológicos datados en el período Châtelperroniense, perteneciente al Paleolítico Superior. Igualmente se han encontrado vestigios de aquellos que la habitaron, como el famoso vaciado corporal del llamado «hombre de Morín». Gracias a los testimonios en esta caverna se han logrado estudiar las costumbres de los anteriores homínidos.
Aquí se descubrieron los restos de una estructura de forma rectangular separada de un espacio de enterramientos por varios agujeros de postes. También se encontraron varias fosas en las que había algunos moldes de cuerpos conservados en proceso de fosilización.